# Onze-Lieve-Vrouw van El Rocío

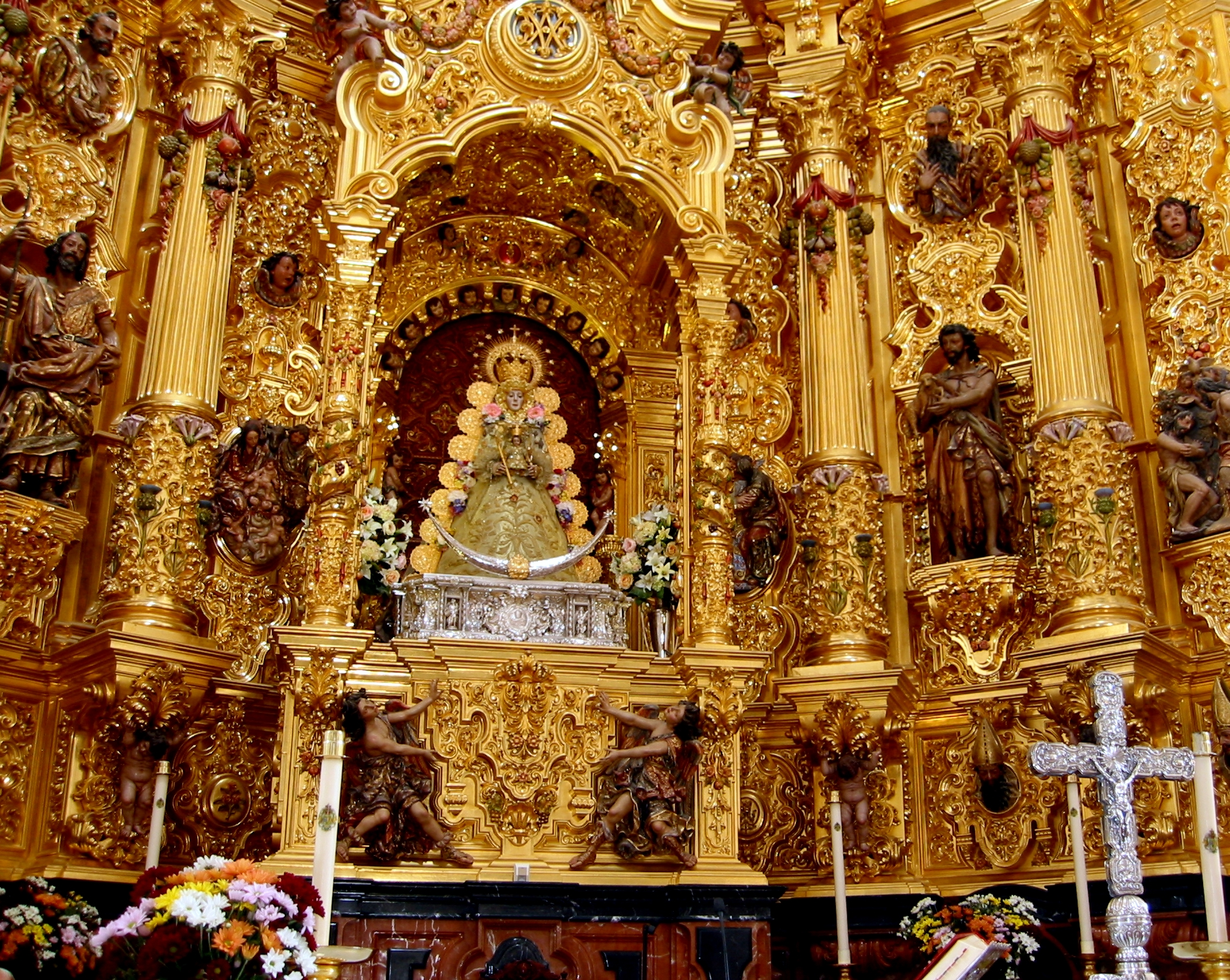
Het beeld in de basiliek

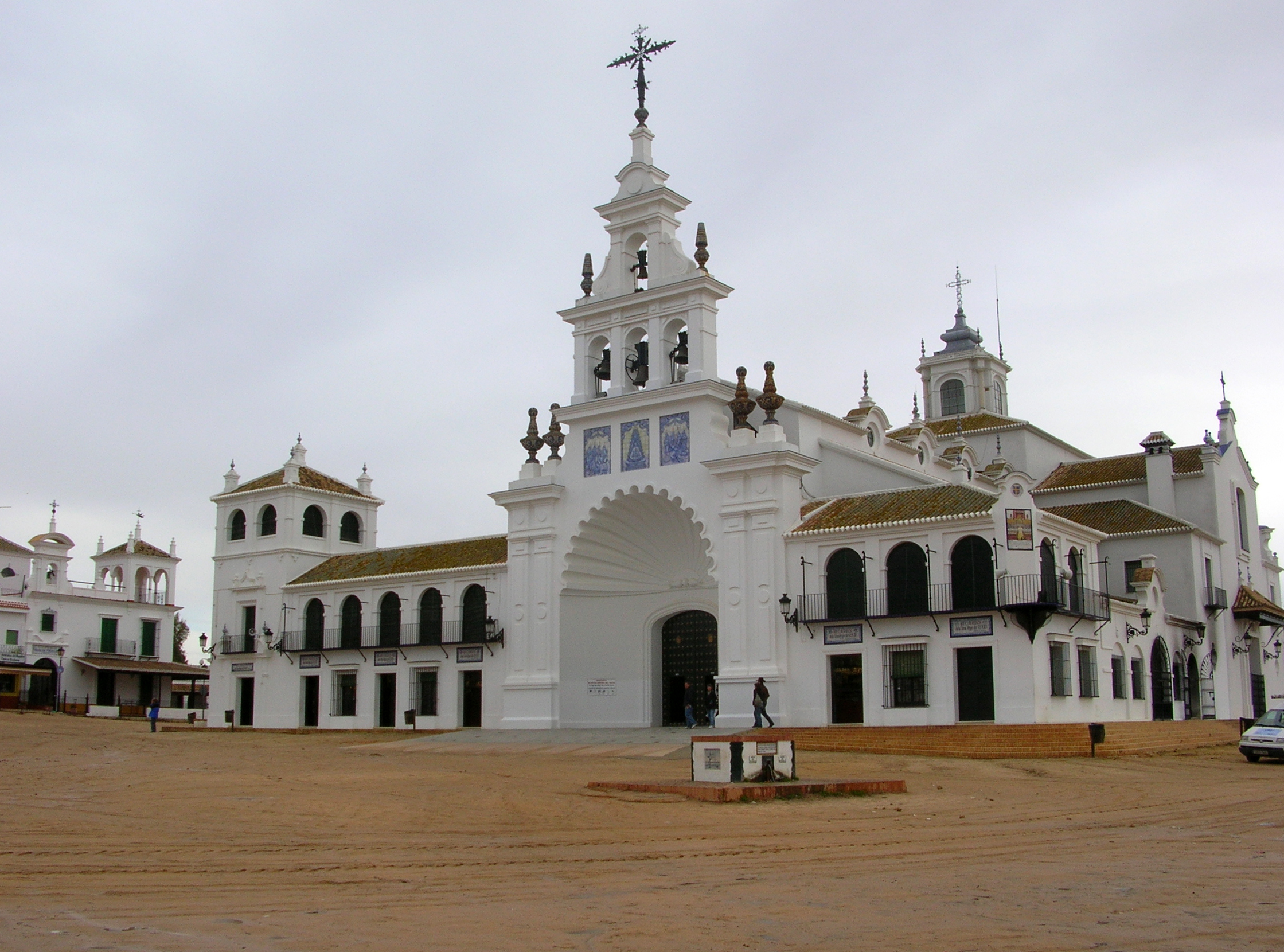
De buitenzijde van het bedevaartsoord.

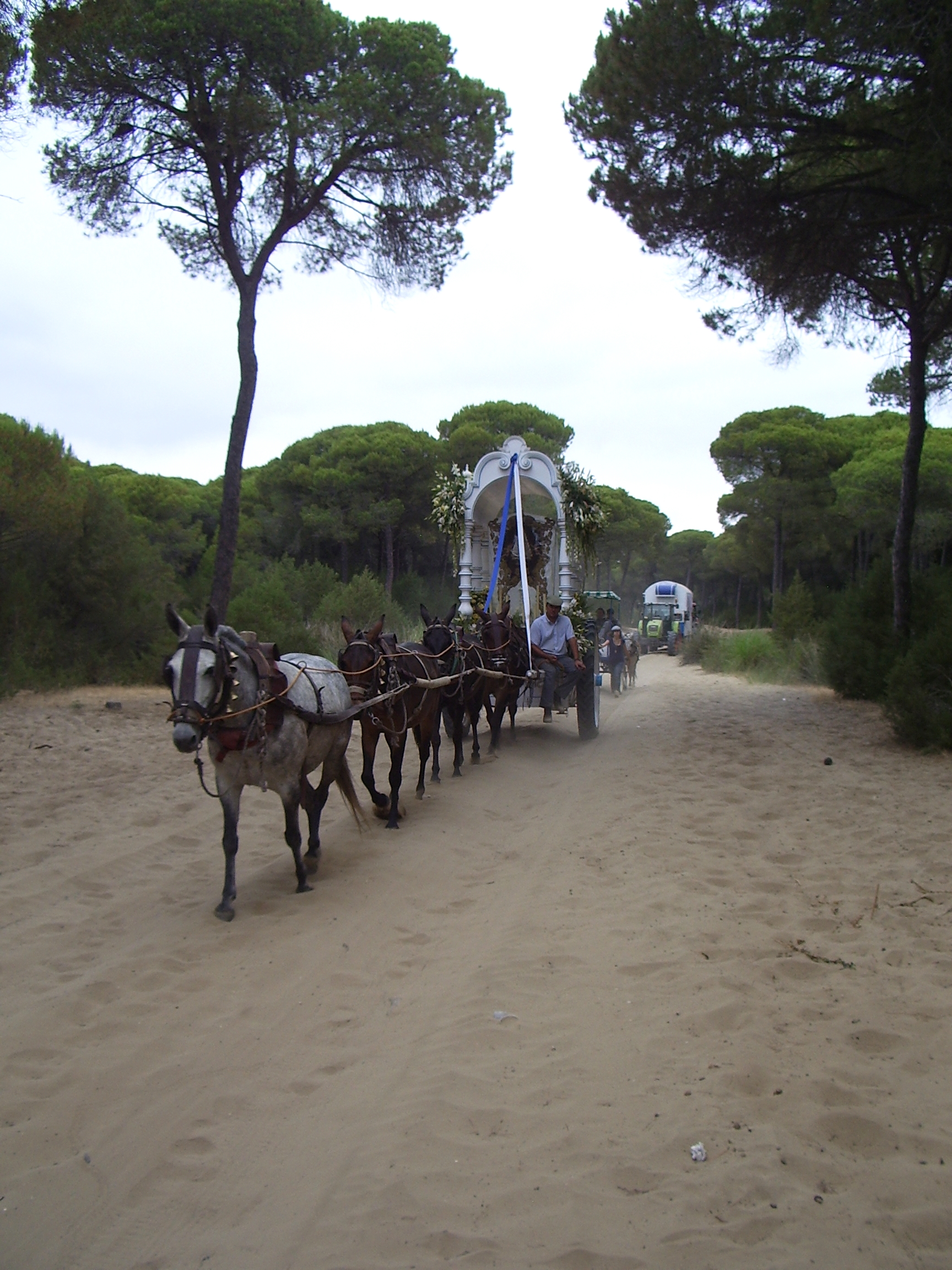
Bedevaarders, met het vaandel van hun broederschap, onderweg naar Almonte.

Onze-Lieve-Vrouw van El Rocío (Spaans: Virgen del Rocío, voorheen ook Nuestra Señora de los Remedios of Santa María de las Rocinas), ook Blanca Paloma (Witte Duif) genoemd, is een madonna uit het Spaanse Almonte, die in Spanje een grote volksdevotie kent. Het beeld werd in 1919 pauselijk gekroond op last van Benedictus XV door mgr. Almaraz, aartsbisschop van Sevilla.

## Bedevaart
Jaarlijks wordt het beeld vereerd door tientallen bedevaarders, die tijdens de Romería de El Rocío langs het Nationaal park Doñana te paard en met karren naar Almonte komen. De devotie voor het beeld is in Spanje en zelfs erbuiten enorm: er zijn meer dan 120 broederschappen aan gewijd, onder leiding van een aartsbroederschap. Tot de bekendste bedevaarders behoorde Paus Joannes Paulus II, die in 1993 het bedevaartsoord bezocht om het beeld te vereren.